# Tomie
Tomie (富江) es una serie de nueve películas de terror japonesas basadas en el manga del mismo nombre, escrito e ilustrado por Junji Ito
Además, dos episodios, pertenecientes al anime Junji Ito Collection, fueron lanzados en formato OVA

## Películas
- Tomie (1998)
- Tomie: Another Face (1999)
- Tomie: Replay (2000)
- Tomie: Re-Birth (2001)
- Tomie: The Final Chapter - Forbidden Fruit (2002)
- Tomie: Beginning (2005)
- Tomie: Revenge (2005)
- Tomie vs Tomie (2007)
- Tomie Unlimited (2011)

### Tomie (富江) (1998)
Tsukiko Izumisawa (Mami Nakamura) es una joven de 20 años, aspirante a fotógrafa profesional, que ha estado teniendo problemas de insomnio por tener sueños recurrentes en los que se ve cubierta de sangre. Pese a sus esfuerzos por recuperar sus recuerdos de un incidente en el que estuvieron involucrados dos de sus compañeros de secundaria, Tanade Yamazaki y Tomie Nawakami, ella no progresa en sus sesiones de hipnosis con la Dra Hosono. Más tarde, la doctora es visitada por el inspector Hanada, quien está conduciendo una investigación sobre el misterioso homicidio de Tomie (Miho Kanno), revelándole que los antecedentes de la chica datan de otro homicidio desde principios de la era moderna de Japón, además de que busca a Tanade, quien escapó de un hospital psiquiátrico.
Mientras tanto, Tanade vive como uno de los vecinos en el edificio de departamentos de Tsukiko, cuidando de un ente que en cuestión de días se transforma en una chica de ojos naranja que eventualmente lo abandona y que se hace llama Tomie Kawakami. Al día siguiente, el inspector Hanada encuentra el cuerpo de una de las conocidas de Tsukiko así como a un perturbado Tanade, que es capturado nuevamente. Como Hanada insiste en consultar a Hosono por la relación que existía entre Tanade y Tsukiko, la doctora le pide que deje de buscarla. Ese mismo día la misteriosa chica busca empleo como una mesera en Sesame House, un restaurante donde trabaja Yuichi, el actual novio de Tsukiko.
En cuestión de horas todos los empleados del restaurante enloquecen de celos para la sorpresa de Yuichi, que comienza a ser seducido por su nueva compañera al punto en que lo hace ignorar a Kaori, su otra novia y también amiga de Tsukiko. Al día siguiente, Hanada descubre en un departamento a otros conocidos de Tsukiko muertos, llegando a la conclusión de que Tomie podría seguir con vida de alguna manera. Por su parte, Tsukiko descubre en el departamento de su vecino el cuerpo sin vida de Kaori y es posteriormente atacada por su casero, que la noquea al intentar ahogarla en su bañera. Durante el forcejo ella tiene un recuerdo suprimido en el que vio a su ex novio Tanade decapitando el cuerpo de una chica y alejándose con la cabeza.
Para cuando Tsukiko recupera la consciencia, se encuentra atada a una silla en el consultorio de Hosono delante de nadie menos que Tomie, quien le confiesa que se siente molesta de que se haya olvidado de ella y lo que le hizo, revelándole que durante el tiempo que fueron a la secundaria difundió fotos comprometedoras de ella. Conforme Tomie se burla de ella, Yuichi, que ahora es un esclavo suyo que eliminó a Hosono y a su asistente, apuñala a Tomie, libera a Tsukiko y procede a huir con la cabeza cercenada de la primera, al igual que sucedió con Tanade.
Una conmocionada Tsukiko huye de la escena con el cuerpo de Tomie, presumiblemente para deshacerse de ella antes de la llegada de Hanada y el resto de los policías a la escena del crimen. Cuando Tsukiko baja el cuerpo se percata de que el mismo se reanima y levanta, por lo que está huye del mismo hacia los muelles al amanecer donde vuelve a ser confrontada por Tomie. Tsukiko admite que ella la odia y que ya la recuerda, pero Tomie le dice que siguen siendo amigas, la besa y le confiesa que las dos son la misma persona; mientras las dos ríen Tsukiko se arma con una bengala e incendia a Tomie. Algún tiempo después Tsukiko continúa ejerciendo como fotógrafa, pero al revelar una fotografía, se da cuenta de que tiene el mismo distinguido lunar de Tomie por lo que se mira en un espejo antes de ser sorprendida por Tomie que se pone a su lado y la abraza sonriendo.
Reparto:
- Akira Hirai
- Chie Tanaka
- Mitsuaki Kaneko
- Runa Nagai

### Tomie 2: Another Face (富江: アナザフェイス, Tomie, Another Face (1999)
Esta secuela se trata de un conjunto de tres episodios y fue lanzada directamente en video. En el primer episodio, Tomie (Runa Nagai) se presenta como una estudiante de secundaria cuyo cuerpo ha sido encontrado en la calle con varias pilas de basura alrededor.
Tomie vuelve a reunirse con su exnovio, el cual está considerando volver a empezar con la chica que había dejado previamente por Tomie. Mientras tanto, un hombre vestido con una gabardina y un parche en el ojo está siguiendo y fotografiando a Tomie. La exnovia expone su verdadera naturaleza ante Tomie en la azotea del colegio y al novio. Al final, Tomie se lanza desde el techo. Los dos deciden enterrarla en un bosque en una fosa profunda y comienzan a hacer planes para ocultar su trabajo, pero mientras caminan a la escuela a la mañana siguiente, Tomie está milagrosamente allí para hacerles frente.
El segundo episodio se centra en un fotógrafo que ha perdido su pasión por la fotografía, la cual recupera cuando encuentra a Tomie, quien esta vez es una modelo y bailarina de un bar. Ella se parece a una chica de su pasado que le dio esa pasión, y procede a tomar varias fotos de ella con su permiso. El hombre del parche en el ojo sigue siendo a Tomie durante las sesiones de fotos. Mientras Tomie está durmiendo en la cama del fotógrafo, el revela las fotografías sólo para descubrir que cada una muestra dos caras: la cara de Tomie y la cara de un espectro cerca. Convencida de que no es su objetivo, le dice a Tomie esto y ella le dice que la mate para probar que no es un fantasma. Si ella era un fantasma, no podía morir. Naturalmente, ella se muere, pero cuando el fotógrafo está trasladando de su cadáver en su automóvil, ella vuelve a la vida y le asusta salir del coche. El regresa al lugar donde vio a la chica de su pasado y descubre que ambos son Tomie, y es en ese entonces que Tomie aparece detrás de él. Cae hacia su muerte desde el acantilado y la previamente muerta Tomie se sitúa en su cuerpo, sonriendo y haciendo una señal de victoria, mientras que la Tomie de su pasado lleva su imagen.
El último episodio muestra a Tomie como una mujer joven, probablemente con poco más de 20 años, a punto de ser propuesta por su novio. Más tarde es casi atacado por el hombre con el parche en el ojo y envía a su novio a matar a este hombre para que demuestre su amor por ella. Durante su enfrentamiento con el hombre, el novio recibe descargas de Taser y se rinde. Se revela que el hombre de la gabardina, llamado Oota, es un exmédico forense del departamento de policía, y que Tomie fue uno de los cuerpos que tenía que realizarle una autopsia. Ella lo apuñaló en el ojo hacia y echó a andar. Oota le muestra al novio otras fotografías de escenas de crímenes, y todas son de Tomie, muriendo en varios lugares y formas. Por perder el cuerpo de Tomie, Oota fue despedido, y su esposa lo abandonó y se llevó a sus hijos.
Por arruinar su vida, Oota busca una manera de matar a Tomie de una vez por todas. Él le dice al novio que le llamará si él también busca una manera de matarla. El novio más tarde despierta en el parque, con Tomie preguntándole dónde ha estado. Después de descubrir que no mató a Oota, Tomie lanza su anillo de compromiso al suelo y se aleja. Vemos al novio sacar su cuchillo y seguir a Tomie. Más tarde, se pone en contacto con Oota y lleva el cuerpo de Tomie a un incinerador, donde Oota está esperando. El cuerpo de Tomie yace en la parte trasera de su camioneta, pero ella no ha muerto - el novio dice que él nunca podría matarla. Oota lleva su cuerpo al incinerador y lo quema con éxito, pero sus cenizas se reunen y forman la cara de Tomie en el aire, delante de Oota. Ella le dice que nunca va a morir y que cada una de sus cenizas se convertirá en una nueva Tomie.
Reparto:
- Akira Hirai
- Chie Tanaka
- Mitsuaki Kaneko
- Runa Nagai

### Tomie 3: Replay (富江 replay) (2000)
La película comienza con una niña de seis años que es llevada a la sala de emergencias del hospital con una distensión estomacal inusual. Los médicos comienzan a operar y encuentran una cabeza sin cuerpo, la cabeza de Tomie, viva y creciendo dentro del vientre de la niña. La cabeza se coloca en un tanque de solución alcalina en el sótano del hospital para observación. Poco después, los cinco trabajadores del hospital presentes durante la operación, misteriosamente abandonan el hospital o desaparecen por completo, incluyendo al director del hospital, Morita.
Un par de noches más tarde, Takeshi visita a su amigo Fumihito, quien se recupera de una dolencia en su habitación del hospital. Durante su visita, Takeshi se enfrenta a una desnuda Tomie (Mai Hosho), quien ha crecido completamente y se escapó del sótano, y que le pide que la saque de allí. Takeshi lleva a Tomie a su apartamento, dejando a Fumihito sin dar explicación. Más tarde, Fumihito llama a Takeshi para averiguar por qué se fue. Takeshi reacciona muy a la defensiva e irracionalmente, diciendole a Fumihito que "Tomie me pertenece", ya bajo la influencia seductora y maligna de Tomie.
A la mañana siguiente, Yumi, hija del Director Morita, visita el hospital en busca de su padre, desaparecido desde la operación. Ella conoce al Dr. Tachibana, el único médico presente durante la operación de la joven que aún no ha salido del hospital. Tachibana le da a Yumi un diario escrito Kouta por su padre, y poco después de dárselo, este se suicida. A través del diario nos enteramos de que durante la operación, el Director Morita y otro médico se infectaron accidentalmente con la sangre de Tomie y que, a través de esa sangre, Tomie se está regenerando en los médicos, tomando sus suerpos y volviéndolos locos. Yumi lee en el diario de su padre que él quiere matar a una chica llamada "Tomie".
Más tarde, Yumi y Fumihito se conocen en una fiesta y se dan cuenta de que ambos están en busca de una chica llamada "Tomie". Unen sus fuerzas para averiguar qué le pasó al padre de Yumi y al amigo de Fumihito.
Al día siguiente, Yumi visita a la familia de la niña de seis años que había tenido la operación. Se entera de que antes de la operación, la niña había recibido un trasplante de riñón de una chica llamada "Tomie". A partir de este riñón, Tomie había empezado a regenerarse dentro del cuerpo de la muchacha. Mientras tanto, Fumihito visita a su amigo Takeshi, quien se había vuelto loco después de matar y decapitar a Tomie en un ataque de celos, y luego observarla volviendo a la vida, regenrando su cabeza. Takeshi poco después es enviado a un hospital mental, y Fumihito se convierte en la nueva presa de Tomie.
Esa noche, Yumi tiene un breve y extraño encuentro con su padre desaparecido, durante el cual él balbucea sobre la necesidad de matar a Tomie. Al día siguiente, su cadáver es descubierto en el sótano del hospital, hinchado y deforme. En su funeral, Yumi recibe una nota de Tomie, pidiendo encontrarse esa noche en el hospital, aparentemente para un encuentro final.
Yumi llega al hospital para encontrar Tomie allí para burlarse, y Fumihito, ahora bajo el hechizo de Tomie, que aparentemente está allí para matarla. En el último minuto, Fumihito decide matar a Tomie en su lugar, cortándole la cabeza y quemando los restos. Yumi y Fumihito salen del hospital, aliviados.
Reparto:
- Kenichi Endo
- Makoto Togashi
- Sakaya Yamaguchi
- Yôsuke Kubozuka

### Tomie 4: Re-Birth (富江 re-birth) (2001)
Un artista está pintando a su novia, Tomie (Miki Sakai), pero ella rechaza la obra como un mal trabajo, tras lo cual él la mata en un ataque de celos utilizando un cuchillo de arte. Luego, sus amigos Shunsuke y Takumi le ayudan a enterrarla. Cuando los tres amigos están en una fiesta Tomie aparece y el artista se suicida en el baño. Tomie se engancha con Shunsuke y su madre mata a Tomie y la descuartizan juntos en un éxtasis no natural. A continuación, quema la cabeza, que ya ha empezado a regenerarse y tiene algunas extremidades en crudo. El retrato de Tomie permite su regeneración, ya que su sangre sobrenatural se ha mezclado con los pigmentos. Hitomi, la novia de Takumi, es poseída por Tomie en una forma bastante viral. En un ataque de celos, las dos Tomies tratan de eliminarse mutuamente.
La chica no quiere convertirse en un monstruo, por lo que deciden suicidarse. Sin embargo, cuando está al lado de una cascada, a punto de suicidarse, la cabeza de Tomie crece en el cuello de Hitomi, del lado de la cabeza. Todos terminan muriendo y, entonces, la hermana de Takumi llega y tira flores al agua. Un pequeño lunar facial se puede ver directamente debajo del ojo izquierdo de la hermana, lo que sugiere que, debido a que su hermano le dio el retrato de Tomie, también estaba poseída por ella. Por lo tanto, la hermana es la nueva Tomie.
Reparto:
- Kumiko Endou
- Masaya Kikawada
- Miki Sakai
- Satoshi Tsumabuki

### Tomie 5: The Final Chapter - Forbidden Fruit (富江　最終章～禁断の果実～) (2002)
Tomie Hashimoto (Aoi Miyazaki) es una adolescente soñadora que escribe historias de horror homo-eróticas, en las que se imagina a sí misma como una vampiro llamada Ann Bathory (inspirada en la figura histórica asesina Isabel Bathory). Introspectiva, solitaria y viviendo al lado de su padre viudo, Kazuhiko Hashimoto, ella siempre es molestada por sus compañeras de escuela.
Un día, mientras admira un collar con una cruz encrustada de joyas en una tienda de antigüedades, Tomie conoce a una extraña y hermosa chica (Nozomi Ando) con un lunar bajo su ojo izquierdo. La misteriosa desconocida dice llamarse Tomie Kawakami. Las chicas se hacen amigas rápidamente (con importantes resabios lésbicos), pero pronto es evidente que su encuentro no ha sido casual. Tomie tiene una agenda e involucra a Kazuhiko.
Se revela que Tomie y Kazuhiko estuvieron en una relación años atrás que culminó con Tomi siendo asesinada. Sin embargo, Kazuhiko sigue obsesionado con Tomie, llegando incluso a colocarle dicho nombre a su hija. Tomie ha regresado para aterrorizar a su familia e intentar convencer a Kazuhiko que asesine a su propia hija. Finalmente Kazuhiko termina matando a la Tomie monstruo y arroja su cabeza en un río cercano.Su hija, Tomie H., descubre la cabeza parlante y cuida de Tomie K. mientras ella se regenera, pero finalmente la mata. Ella y su padre deciden mantener a Tomie congelada en un bloque de hielo para evitar que se regenere. Sin embargo, luego de escuchar los ruegos de Tomie K., Kazuhiko decide liberarla. Tomie K. ataca a Tomie H., pero es vencida, lo que culmina con Kazuhiko encerrando a su hija en el cuarto del freezer. A la mañana siguiente, ella es descubierta por un trabajador de la fábrica de esculturas de hielo. Tomie es mostrada viviendo sola y con su padre desaparecido, aunque agradecida porque cree que su padre intentó salvarla.
Tomie se dirige a su habitación, donde continúa escribiendo fan fiction. Ella escribe "Ann y Mary son amigas nuevamente, esta vez no habrá complicaciones. Anna la hará una amiga real, una amiga de quien depender". Tommie H. abre el cajón de su escritorio y observa a una oreja desmembrada que se está reconstruyendo y dice "... una amiga real".
Reparto:
- Aoi Miyazaki
- Jun Kunimura
- Nozomi Andô
- Yuka Fujimoto

### Tomie: Beginning (富江 BEGINNING) (2005)
Esta película es una precuela del resto de la serie, filmada en HD, y basada en la primera Tomie del manga Junji Ito Collection. Se trata de la cadena de eventos que ocurrieron justo antes de la primera película, Tomie.
Tomie (Río Matsumoto) se muestra como una estudiante de intercambio en una escuela secundaria, quien de forma rápida encanta a todos los varones, despertando a su vez la ira de las chicas.
Como ocurre a menudo en las películas de Tomie, ella se obsesiona con una chica solitaria de quien se hace amiga, con insinuaciones lésbicas. Ella muestra todos sus poderes típicos, y no pasa demasiado tiempo antes que comiencen los asesinatos y la locura. En esta película se nos presenta a la maestra que promete matarla no importa cuántas veces se tiene que hacer el "favor", así como al muchacho del parche en el ojo de la primera película de la serie.
Reparto:
- Asami Imajuku
- Maya Kurokawa
- Rio Matsumoto
- Yuka Iwasaki

### Tomie: Revenge (富江 REVENGE) (2005)
Una joven doctora accidentalmente atropella a una mujer desnuda en lo alto de una montaña. Rápidamente se baja de su automóvil para ver si le causó algún daño, pero la muchacha atropellada se escapa sin decir palabra. Ella la persigue para ver si realmente está bien, pero en el camino se encuentra con dos locos que tienen a una muchacha inconsciente. La historia avanza un año después para mostrarnos la vida de la muchacha inconsciente, Yukiko, quien se encuentra en un centro donde trabaja la doctora.
Reparto:
- Anri Ban
- Hisako Shirata
- Kyusaku Shimada
- Minami Hinase

### Tomie vs Tomie (富江vs富江, Tomie vs Tomie) (2007)
Basado parcialmente en el manga "La Reunión". Un hombre joven con un extraño pasado comienza a trabajar en una fábrica, donde atrae la atención amorosa de una mujer misteriosa que lo espía desde las sombras. Él es un joven relativamente único, tal vez con una genética distinta, ya que no siente atracción alguna por Tomie. Esto, por supuesto, intriga a Tomie, quien comienza a obsesionarse con él. Pronto, él se verá envuelto en una feroz batalla entre dos Tomies rivales. Y ninguna Tomie morirá.
Reparto:
- Chika Arakawa
- Tôru Hachinohe
- Yôzaburô Itô
- Yû Abiru

### Tomie Unlimited (富江: アンリミテッド, Tomie Anrimiteddo) (2011)
Tsukiko Izumikawa es miembro del Club de Fotografía de la escuela, pero siempre se ha sentido menos que su hermana Tomie, ya que ella es linda y muy popular entre los chicos. Un día, volviendo a casa con su amiga Yoshie, se encuentra con Tomie, quien está junto a Toshio, un muchacho del que Tsukiko está secretamente enamorada. En ese momento, Tomie muere en un accidente horrible.
Un año más tarde, Tsukiko aun tiene pesadillas recurrentes sobre la muerte de su hermana, aunque lentamente su vida va volviendo a la normalidad. El día en que Tomie cumpliría 18 años, ella está con sus padres preparando una torta en su honor. En eso, alguien llama a la puerta y es Tomie, quien está de vuelta. Sus padres la reciben con lágrimas de alegría, aunque Tsukiko no puede evitar sentir celos. Tomie logra convencer a su padre Masashi de que azote a Tsukiko con el cable de una plancha, a manera de castigo.
El comportamiento de Tomie se vuelve cada vez más anormal y le muestra a Tsukiko cómo la cicatriz de su cuello se va convirtiendo en un tumor. Tsukiko la llama "monstruo" a Tomie. Ofendida, Tomie amenaza con irse, pero su padre la apuñala y la mata con un cuchillo de carnicero.
A la mañana siguiente, Tsukiko observa a su madre, Kimiko, y a Masashi desmembrando el cuerpo de Tomie en el baño. Kimiko arroja la cabeza de Tomie en el cesto de residuos y se va a preparar el amuerzo de Tsukiko, dejando caer accidentalmente partes de carne y pelo sobre el mismo. En la escuela, Tsukiko ve entrar a la clase a una chica exactamente igual a su hermana fallecida. Durante el almuerzo, ella abre su lonchera y ve varias cabezas miniatura de Tomie, y arroja el contenido a la basura. Luego, Yoshie, quien estaba buscando a Tsukiko, oye unos ruidos provenientes de la basura. Al acercase, las pequeñas cabezas aparecen y ahorcan a Yoshie con sus lenguas inusualmente largas, matándola.
Mientras, en la casa, la cabeza de Tomie se levanta del cesto de la basura y convence a su padre para que asesine a Kimiko y se la de para comer. En la escuela, Tsukiko encuentra a Yoshie con un tumor en el cuello y huye asustada. Cuando Yushie entra al Club de Yudo buscando a Tsukiko, ella es decapitada por los yudocas, quienes confundieron su cabeza con el tumor. Su cuerpo sin cabeza recobra vida y comienza a perseguir a los miembros del club de judo. Tsukiko llega y observa a Toshio apuñalando el cuerpo de Tomie, tras lo cual una nueva Tomie se forma de su sangre y comienza a besar a Toshio. Tsukiko mata a Toshio y huye hacia el cuarto de los lockers, donde se encuentra con varias versiones de Tomie.
Justo cuando estáa a punto de ser acorralada por las Tomies, Tsukiko despierta. Sus padres le dicen que ella es hija única y que jamás ha tenido una hermana. Tsukiko respira aliviada, pensando que todo fue una pesadilla, hasta que ve a su padre comiendo cabellos y que la cabeza de su madre está patas para arriba. Su madre la comienza a perseguir con un cuchillo, pero a su vez es atacada por un ciempiés carnívoro hecho con las cabezas de las Tomies. Tsukiko corre escaleras arriba y se encuentra con Toshio y Yushie, quienes le dicen que Tsukiko nunca les agradó y que solo pretendieron ser sus amigos. Ella los empuja por las escaleras y al caer son devorados por el ciempiés. Tsukiko se encuentra con una cabeza de Tomie gigantesca en el living y, luego de una breve conversación, los ciempiés comienzan a trepar por ella.
Finalmente, se ve a Tsukiko salir de su casa, con una apariencia similar a la de Tomie. Mientras camina, observa a otras mujeres, donde muchas de ellas también son Tomie. Se encuentra con un hombre, el cual la asesina en su departamento. Tirada en el piso, se ve en un espejo, donde la Tomie que se ve reflejada le pregunta "¿Estás contenta ahora, Tsukiko?".

## Anime
Hasta el momento, la serie Tomie solo ha tenido una adaptación al anime.

### Tomie (Parte 1 y 2) (2018)
Episodio OVA dividido en 2 partes perteneciente a la serie animada de horror de Junji Ito Collection, estrenada el 27 de abril y 28 de mayo de 2018 respectivamente en Japón. Fueron producido por el Studio Deen.
- Datos: Q7818886